# Nepalogaleruca
Nepalogaleruca là một chi bọ cánh cứng trong họ Chrysomelidae.
Chi này được miêu tả khoa học năm 1970 bởi Kimoto.

## Các loài
Các loài trong chi này gồm:
- Nepalogaleruca conformis Chen, 1987
- Nepalogaleruca hartmanni Medvedev, 2003
- Nepalogaleruca laeta Medvedev, 1990
- Nepalogaleruca nigriventris Chen, 1987
- Nepalogaleruca schmidti Medvedev & Sprecher-Uebersax, 1997